# Marienkirche (Horsbüll)

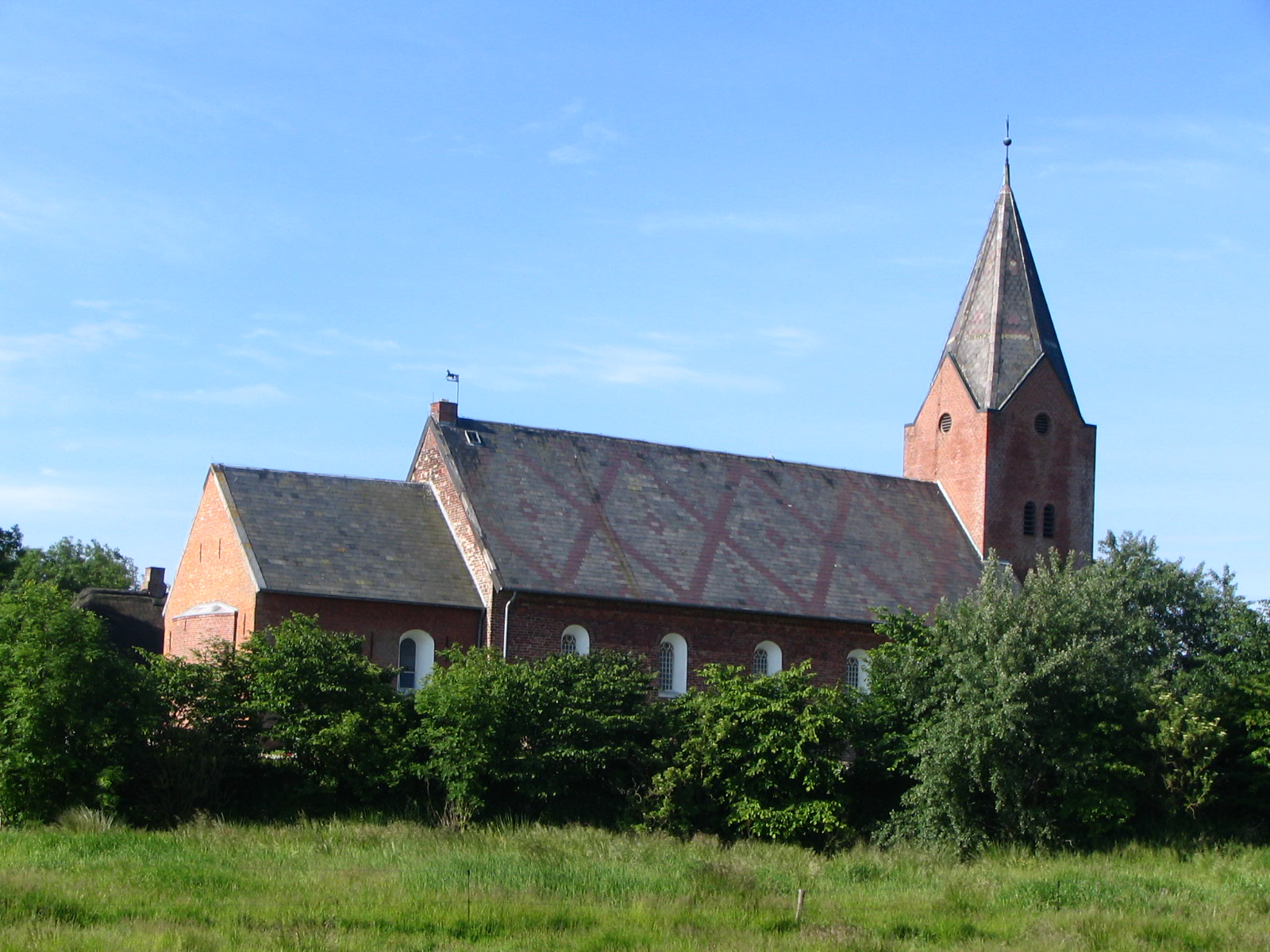
Die Horsbüller Marienkirche von Norden gesehen. Die Wetterfahne zeigt ein Pferd, das Wappen der Wiedingharde.

Die Marienkirche in Horsbüll ist die älteste Kirche der Wiedingharde. Heute gehört sie zur Evangelisch-lutherischen Kirche in Norddeutschland.

## Geschichte
Die Kirche entstand etwa zur selben Zeit, als das Dorf Horsbüll erstmals 1231 im Erdbuch des dänischen Königs Waldemar Sejr als Zentralort der Horsebuheret erwähnt wurde. Die Kirche selbst wurde zum ersten Mal 1240 erwähnt. Damals befand Horsbüll sich noch im Mittelpunkt der Harde und die Horsbüller Kirche als Zentralkirche der Harde hatte zwei Prediger. In den folgenden Jahrhunderten vernichteten Sturmfluten fast alles Land westlich der Kirche, so dass die Kirche am Westrand des halligartigen Dorfkerns seit 1802 direkt neben dem zurückgesetzten Seedeich stand. Die zweite Predigerstelle wurde 1749 gestrichen, da das zu ihrer Unterhaltung nötige Land nicht mehr vorhanden war. Nach der Gewinnung des Friedrich-Wilhelm-Lübke-Koogs 1954 liegt die Kirche nicht mehr direkt am Meer.
Der Kirchbau ist ein einschiffiger, langgestreckter Backsteinbau aus dem frühen 13. Jahrhundert mit flacher Holzdecke und eingezogenem Kastenchor. Norder- und Süderportal sind erhalten, die ehemalige Priestertür an der Südwand des Chores ist zugemauert. Früher war zumindest der Chor eingewölbt. Rechts und links vom Chorbogen befinden sich (heute nicht mehr sichtbar) Nischen, in denen bis 1780 zwei Nebenaltäre standen. Eine Apsis, die der halbrunden Apsis der Klanxbüller Kirche ähnelte, wurde 1862 abgebrochen.
Der 1735 errichtete Turm brannte 1897 nach einem Blitzeinschlag während eines Gottesdienstes nieder und wurde in dem neogotischen Stil wieder aufgebaut. 1967 erhielt er eine neue, schlichtere Verklinkerung. Das 1862 angebaute Vorhaus vor dem Süderportal hat einen Grabstein von 1614 als Schwelle.
Der ursprüngliche Name der Kirche ist nicht bekannt. Unter Pastorin Maren Brückner, die nach der Zusammenlegung der Kommunalgemeinden Emmelsbüll und Horsbüll Pastorin sowohl der Emmelsbüller Rimbertikirche als auch der Horsbüller Kirche war, erhielt diese 1989 in Anlehnung an eine mittelalterliche Mondsichelmadonna den Namen Marienkirche. Seit 2012 wird die Kirchengemeinde zusammen mit den Kirchengemeinden Emmelsbüll-Neugalmsbüll und Klanxbüll von einem Pastor betreut, der im Pastorat in Emmelsbüll wohnt.

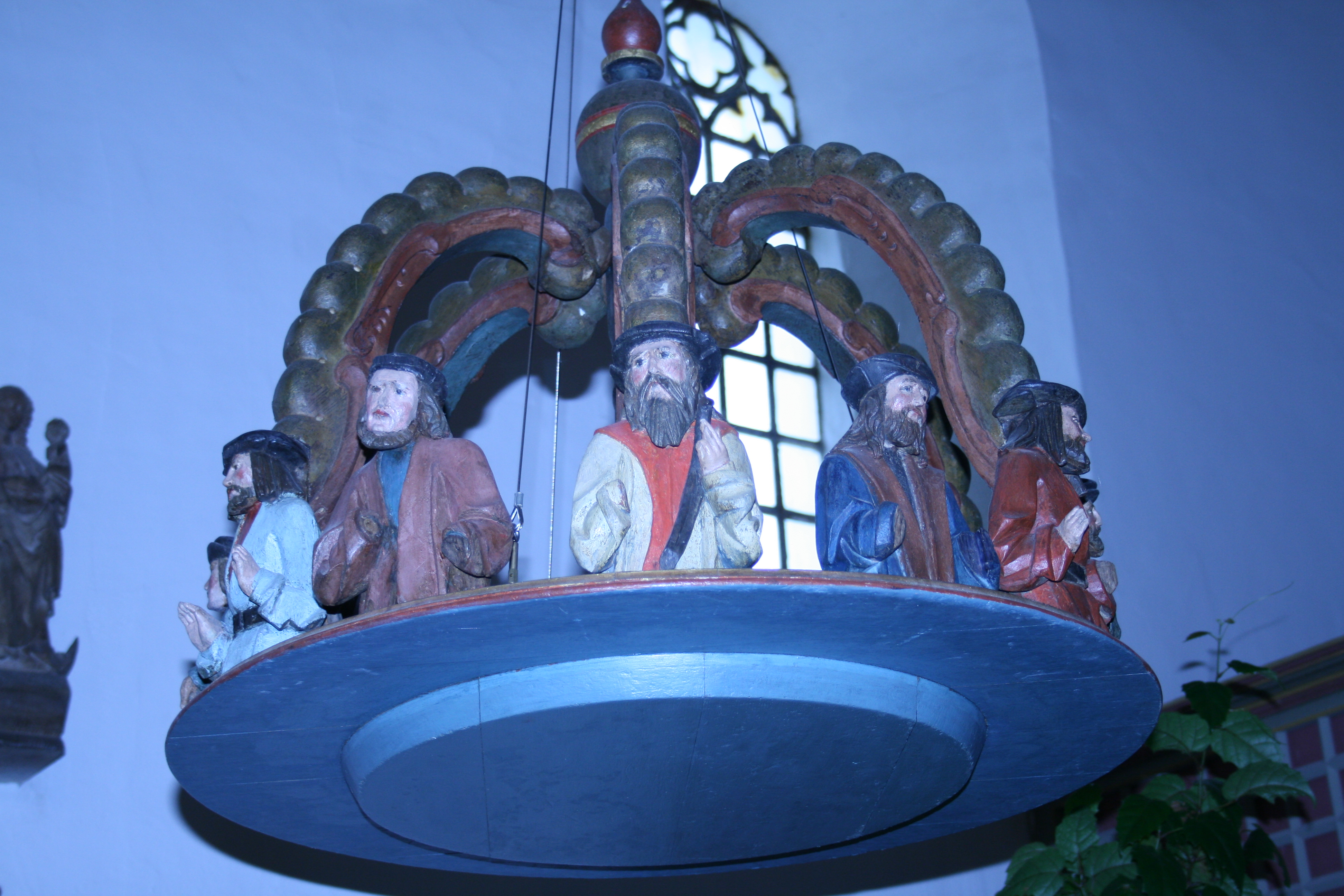
Deckel des Taufsteins, daneben halb zu sehen die Mondsichelmadonna

## Inventar
Vielleicht noch älter als der Kirchbau selbst ist der Taufstein aus Granit. Wenige Jahrzehnte vor der Reformation erhielt die Kirche drei gotische Schnitzaltäre. Der Hauptaltar, ein dreiteiliger Flügelaltar, zeigte laut einer Beschreibung von 1776 im Hauptschrein eine Marienkrönung und in den Seitenflügeln sechzehn Apostel- und Heiligenfiguren. Er wurde vermutlich von demselben Künstler geschaffen, der auch den Heilige-Sippe-Altar in Klanxbüll schnitzte.
1780 ließ der damalige Pastor Johann Stephan Tychsen die drei vorreformatorischen Altäre entfernen und ein barockes Retabel anschaffen. Der Altaraufsatz wurde auf der neu bemalten Predella des gotischen Hauptaltars aufgestellt. Mit den Apostel- oder Propheten(halb)figuren des alten Hauptaltars wurde der im Stil des Knorpelbarocks geschaffene Deckel der Taufe verziert. Eine Mondsichelmadonna und drei heute an der Empore angebrachte Figuren stammen ebenfalls von den alten Altären. Das Hauptbild des recht groben Barockaltars aus der Werkstatt des Abroer Bildschnitzers Peter Sönnichsen mit Malereien seines Bruders Hinrich Melchert Sönnichsen zeigt eine Kreuzigungsszene mit dem Hauptmann Longinus rechts vom Kreuz und Maria und Johannes links, die Predella darunter das letzte Abendmahl.

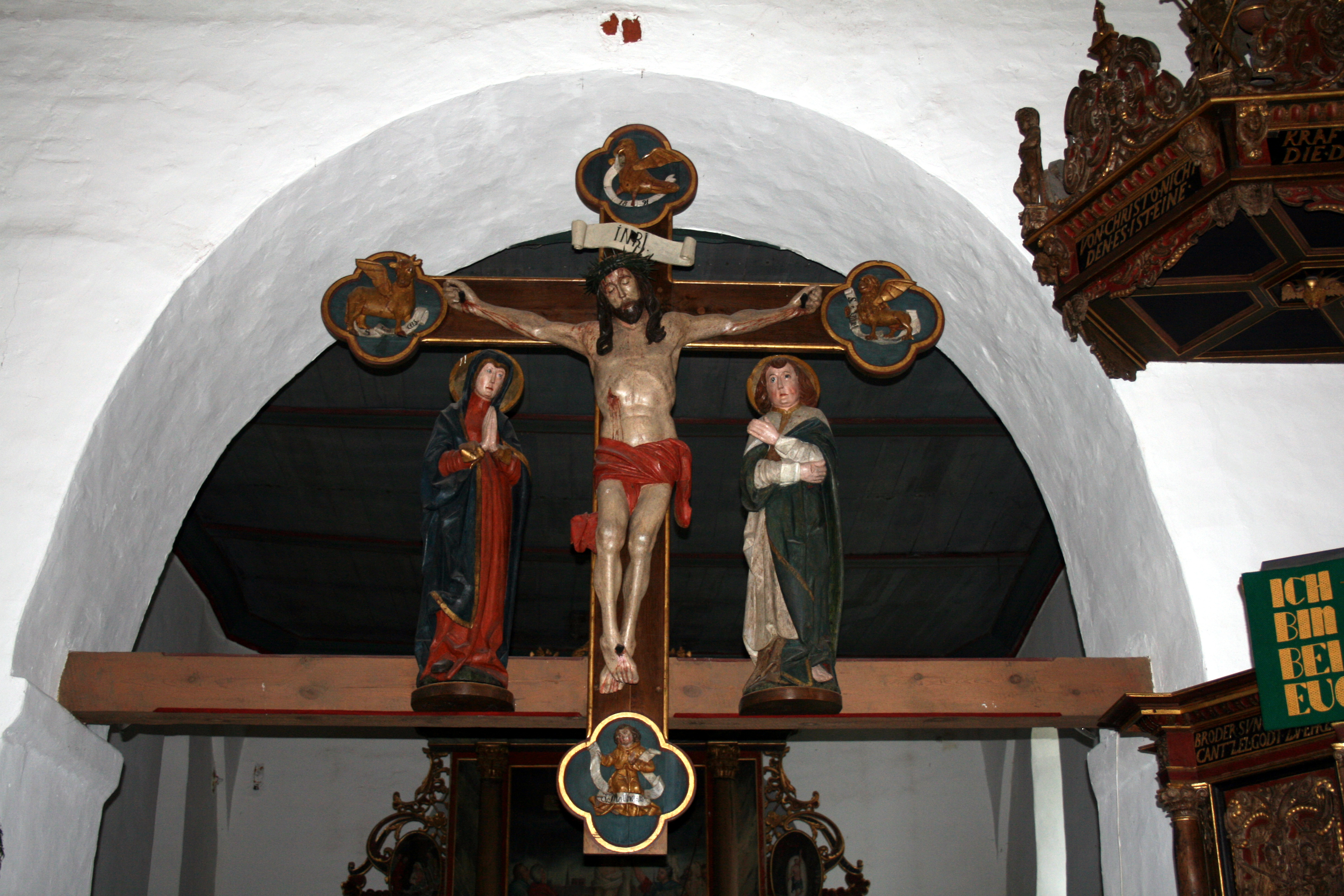
Triumphkreuzgruppe

Die Triumphkreuzgruppe wurde um 1520 geschaffen. Nach mehreren Umgestaltungen hängt sie jetzt wieder an ihrem ursprünglichen Ort im Chorbogen. Neben dem als bereits verstorben dargestellten überlebensgroßen Gekreuzigten stehen seine Mutter Maria und der Jünger Johannes. Die Kreuzenden tragen Reliefs mit den Evangelistensymbolen. Die Triumphkreuzgruppe stammt vermutlich aus der Werkstatt des mit dem Notnamen magister amabilis bezeichneten Künstlers, der ähnliche Stücke für andere Kirchen in Schleswig-Holstein schuf, beispielsweise für die St.-Marien-Kirche in Boren.

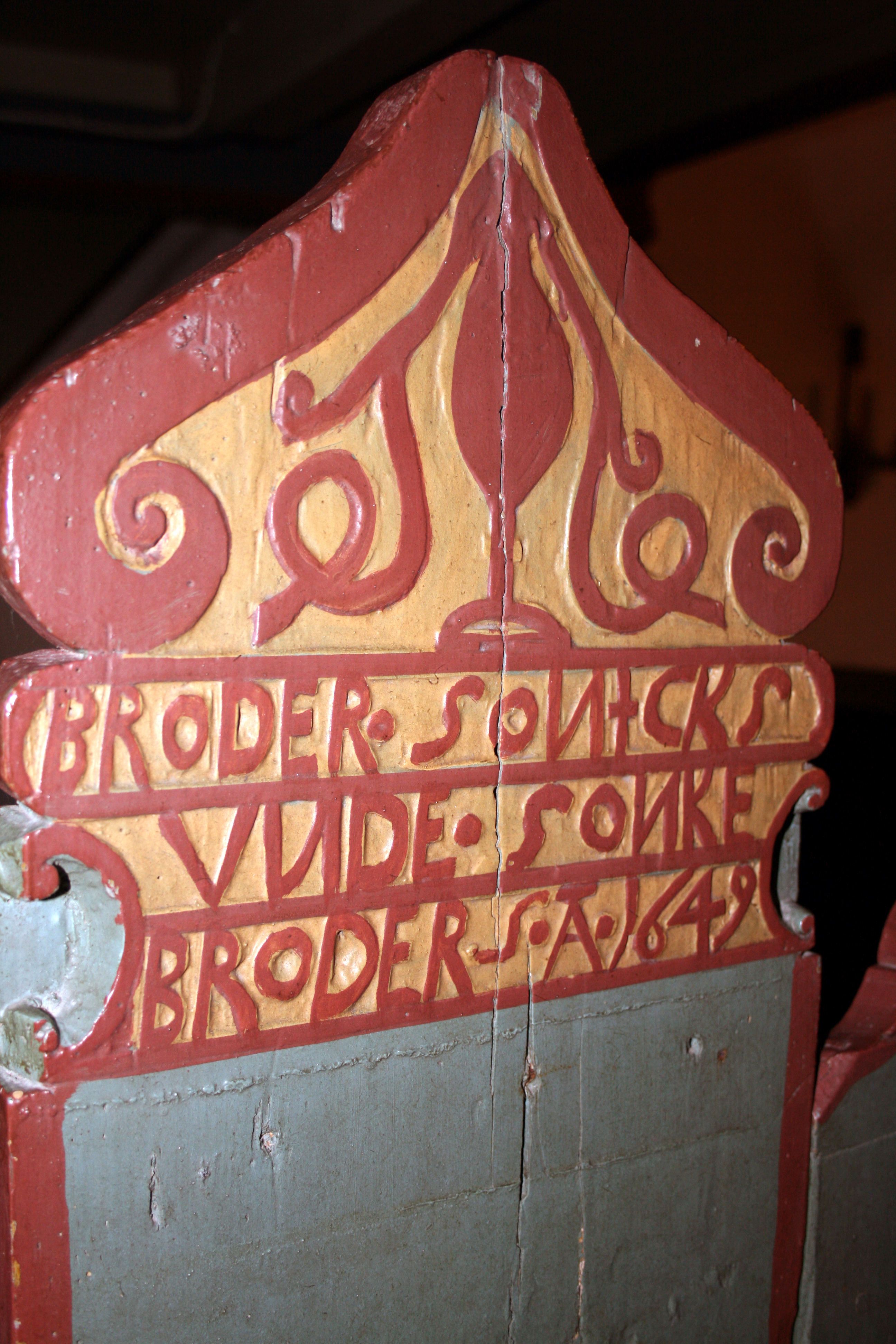
Gestühlwange aus der Horsbüller Kirche mit dem Namen der Besitzer Broder Sonicks und seines Sohnes Sonke Broders

Die Kanzel stifteten, wie die Stifterinschrift über und unter den Reliefs verrät, der damalige Deichgraf Broder Sönnichsen (auch: Sonicks / Süncksen) († 1657) und seine Frau Catharina 1655 zur Erinnerung an ihren in diesem Jahr verstorbenen Sohn Sonke Broders(en). Sie wird dem Husumer Berend Cornelissen zugeschrieben, der mehrere sehr ähnliche Kanzeln u. a. 1637 für die St.-Marien-Kirche in Rabenkirchen und die Dorfkirche Bergenhusen sowie für die St.-Katharinen-Kirche in Gelting geschaffen hatte, und gilt laut Dehio als dessen „reifstes und kraftvollstes Werk“. Die vier Reliefs am Kanzelkorb zwischen reichen Verzierungen im Stil des Knorpelbarocks stellen mit Geißelung, Dornenkrönung und Kreuzigung drei Szenen aus der Passion sowie die Auferstehung dar. Die Aufschrift an der Kanzeltür erinnert an die Umgestaltung der Kirche 1780.
Das frühneuzeitliche Gestühl mit Türen und geschnitzten Wangen ist vollständig erhalten. Die Rückenlehnen für die Sitzbänke der Männer, deren Plätze auf der Südseite waren, sind deutlich höher als die der Frauen auf der linken, nördlichen Seite. Teilweise tragen die Bankreihen die Namen ihrer damaligen Besitzer. Die Plätze unter der Empore waren den Honoratioren vorbehalten, darunter der Stifter der Kanzel, Broder Sönnichsen, und sein Sohn. Die Grabsteine des Ehepaares Broder und Catharina Sönnichsen, ihres Sohnes und des 1677 verstorbenen Deichgrafs Rickertsen sind im Chorraum aufgestellt.